# Поздние романтические драмы Шекспира
Поздние романтические драмы Шекспира (англ. Shakespeare's late romances) — выделяемый литературоведами последний этап в творчестве английского драматурга: несколько пьес, созданных приблизительно в 1607—1614 годы и родственных друг другу как по ряду внешних признаков, так и по более трудноопределимым атмосфере и внутреннему мироощущению.
В первую очередь сюда относят «Перикла», «Цимбелина», «Зимнюю сказку» и «Бурю»; несколько реже — «Двух знатных родичей», написанных в соавторстве с Джоном Флетчером.
Утерянная пьеса «Карденио» (также совместно с Флетчером), вероятно, была близка по стилю и духу к названным пьесам, однако судить о ней можно только гипотетически. Созданный в те же годы «Генрих VIII» (по-видимому, тоже при участии Флетчера) имеет некоторые черты, роднящие его с романтическими драмами, но обычно к ним не причисляется и рассматривается вместе с другими шекспировскими хрониками.
Термин «романтические драмы» (romances) применительно к поздним произведениям Шекспира был впервые введён Эдвардом Доуденом в книге «Shakespeare: A Critical Study of His Mind and Art» (1875) и впоследствии стал общепринятым.
В русском шекспироведении на изучении последних пьес Шекспира специализировался Игорь Рацкий.

## Некоторые характеристики
Жанр поздних пьес — трагикомедия: мрачные, трагические события приходят здесь к более или менее благополучной развязке, окрашенной всё же задумчивостью и просветлённой грустью. В финалах пьес герои примиряются, прощают друг друга; восстанавливаются распавшиеся семьи.
Меньшее значение, чем в концовках ранних жизнерадостных комедий Шекспира, имеют свадьбы, создание новых семей: фигуры молодых влюблённых присутствуют, но получают меньше внимания. Важную роль играют взаимоотношения отцов и дочерей. В чистом, прекрасном образе юной дочери героя воплощается вера в добрые начала: Марина («Перикл»), Имогена («Цимбелин»), Утрата («Зимняя сказка»), Миранда («Буря»), — что сторонники биографического подхода к истолкованию драм связывают с возвращением Шекспира из Лондона в Стратфорд к дочерям Сюзанне и Джудит. С надеждой на будущее, на молодое поколение связана в последних пьесах тема времени как исцеляющей силы, исправляющей ошибки прошлого и восстанавливающей гармонию: в «Перикле» и «Зимней сказке» годы, в течение которых показанные сперва младенцами Марина и Утрата превращаются в молодых девушек, протекают прямо по ходу пьесы; в «Цимбелине» и «Буре» долгий срок, за который успевают вырасти дети Цимбелина и Просперо, вынесен в сообщаемую персонажами предысторию.
Сюжет в поздних драмах напоминает сказку — простодушный, архаичный, ориентированный на фольклор рассказ, через разнообразные опасности и невзгоды приводящий положительных героев к хорошему концу, после которого те будут «жить долго и счастливо». Так, в «Зимней сказке» об этом говорит само название; в «Цимбелине» обработан классический фольклорный сюжет, известный по «Белоснежке» и «Сказке о мёртвой царевне». Подчёркивается сказочная наивность, условность показываемых событий, широко используется эффект остранения (к примеру, с помощью старинного приёма пантомимы в «Перикле»). Значительно ослабевает стремление к правдоподобию, возрастает роль символов, притчевого подхода. Вместо реалистического показа жизни имеет место, по выражению И. Рацкого, «дистилляция реальности».
Ярче выступают чудесные, фантастические элементы, обильнее используются зрелищные театральные эффекты. В начале XVII века пышные маски, ставившиеся при дворе короля Якова драматургом Беном Джонсоном совместно с художником-оформителем Иниго Джонсом, способствовали развитию английской театральной техники и моде на красочные, феерические спектакли. Кроме того, с 1608 года шекспировская труппа «Слуги короля» получила в своё распоряжение крытый театр «Блэкфрайерс», более удобный для сценических спецэффектов, чем открытая площадка «Глобуса».
Время и место действия в последних пьесах подчёркнуто удалены от знакомой зрителю жизни: события происходят в стародавние времена («Перикл», «Цимбелин», «Зимняя сказка», «Два знатных родича»), в «некотором царстве», мало связанном с реальной историей и географией, или даже на волшебном острове («Буря»).